# USS Pennsylvania (SSBN-735)
Pour les autres navires du même nom, voir USS Pennsylvania.
L’USS Pennsylvania (SSBN-735) est un sous-marin nucléaire lanceur d’engins de la classe Ohio de l’United States Navy. Il est en service depuis 1989. Il s’agit du quatrième navire de l’US Navy à être nommé USS Pennsylvania en l'honneur de l'état de Pennsylvanie.

## Construction et mise en service
Le contrat de construction du Wyoming fut accordé à la division Electric Boat de General Dynamics à Groton, dans le Connecticut, le 29 novembre 1982. Sa quille fut posée le 2 mars 1987. Il fut lancé le 23 avril 1988 et placé dans le service actif le 9 septembre 1989 sous le commandement du capitaine Richard M. Camp pour l'équipage or (équivalent rouge) et du capitaine Lee Edwards pour l'équipage bleu.

## Carrière
Le 29 septembre 1989, le Pennsylvania s'est échoué alors qu'il entrait pour la première fois dans le canal menant à Port Canaveral, en Floride. Des remorqueurs mirent deux heures pour le remettre à l'eau. Une enquête de la Navy conclut que le Pennsylvania était correctement positionné mais que le canal avait été récemment ensablé à cause de l'ouragan Hugo.
En 2001, le Pennsylvania a gagné la Marjorie Sterrett Battleship Fund Award (en) pour la flotte atlantique.
En 2011, le navire passa le stade de la moitié de sa période opérationnelle. En conséquence, le combustible nucléaire de son réacteur fut rechargé pour une durée d'environ 25 ans. L'opération fut effectuée à la base navale de Puget Sound.

## Culture populaire
Dans le roman Dette d'honneur de Tom Clancy, le Pennsylvania est l'un des nombreux sous-marins envoyés pour contrer une invasion japonaise dans les îles Mariannes du Nord. Il devint par la suite le premier sous-marin à couler un navire ennemi.